# Associazione Calcio Carpi 1939-1940
Questa pagina raccoglie le informazioni riguardanti l'Associazione Calcio Carpi nelle competizioni ufficiali della stagione 1939-1940.

## Stagione
Nella stagione 1939-40 il Carpi ha disputato il girone E del campionato di Serie C, con 28 punti si è piazzato in ottava posizione di classifica, il torneo è stato vinto con 43 punti dallo Spezia davanti al Forlì con 41 punti ed al Ravenna con 40 punti, la squadra spezzina ha ottenuto l'ammissione ai gironi finali che hanno promosso in Serie B la Reggiana, il Savona, il Vicenza ed il Macerata.

## Rosa
| N. |                   | Ruolo | Calciatore        |
| -- | ----------------- | ----- | ----------------- |
|    | Italia (bandiera) | D     | Nardino Barbieri  |
|    | Italia (bandiera) | A     | Giancarlo Baroni  |
|    | Italia (bandiera) | A     | Arturo Bedogni    |
|    | Italia (bandiera) | C     | Arturo Benelli    |
|    | Italia (bandiera) | D     | Narciso Benetti   |
|    | Italia (bandiera) | A     | Ennio Bergonzini  |
|    | Italia (bandiera) | C     | Alberto Bonaretti |
|    | Italia (bandiera) | C     | Danilo Casagrande |
|    | Italia (bandiera) | C     | Ornello Cottafavi |
|    | Italia (bandiera) | D     | Romeo Fedrigotti  |
|    | Italia (bandiera) | C     | Carlo Forghieri   |
|    | Italia (bandiera) | P     | Pierino Fuzzi     |

| N. |                   | Ruolo | Calciatore        |
| -- | ----------------- | ----- | ----------------- |
|    | Italia (bandiera) | C     | Nunzio Gavioli    |
|    | Italia (bandiera) | C     | Ugo Giovanardi    |
|    | Italia (bandiera) | D     | Walter Guandalini |
|    | Italia (bandiera) | C     | Giuseppe Medici   |
|    | Italia (bandiera) | D     | Guido Masserotti  |
|    | Italia (bandiera) | A     | Silvio Naldi      |
|    | Italia (bandiera) | P     | Umberto Piazzi    |
|    | Italia (bandiera) | C     | Uber Pirondi      |
|    | Italia (bandiera) | A     | Giovanni Righi    |
|    | Italia (bandiera) | C     | Felice Salvioli   |
|    | Italia (bandiera) | C     | Rinaldo Tirabassi |
|    | Italia (bandiera) | P     | Gino Vandelli     |